# Хамат-Гадер
Хама́т-Гаде́р (ивр. חַמַּת גָּדֵר‎ — горячие источники Гадера) — урочище в долине реки Ярмук у южного подножия плато Голан (юго-восточнее озера Кинерет) на границе Израиля и Иордании. Название связано с наличием пяти горячих источников (42 °C), обладающих целебными свойствами благодаря большой концентрации минеральных солей. Близость к древнему городу Гадер (Гадара), в чьих пределах Хамат-Гадер находился в период Мишны и Талмуда, определяет вторую часть названия места.
Иехуда ха-Наси и его ученики приходили в Хамат-Гадер совершать ритуальные омовения.

## Древняя история

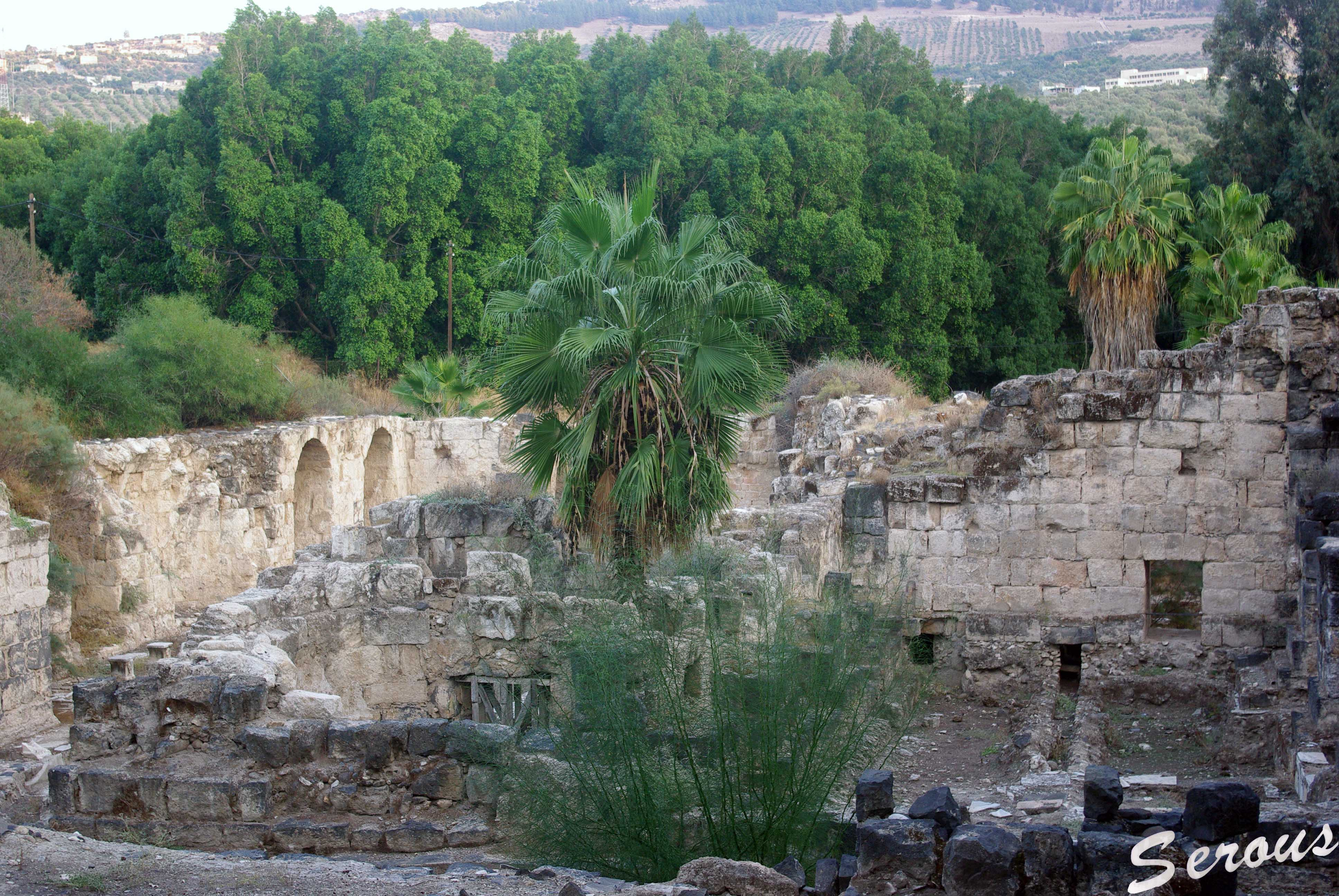
Руины купален Хамат-Гадера

Хамат-Гадер был хорошо известен ещё во времена Римской империи. Во II веке началось строительство бань 10-м римским легионом, расквартированным в Гадере. До сих пор сохранились постройки римско-византийского периода и сооружения мусульманского периода, когда были внесены основные изменения в постройки. Некоторые постройки были повреждены в VII веке и восстановлены при Омейядах, правивших из Дамаска. В IX веке постройки перестали использоваться, и до наших дней сохранились только их живописные руины.
В конце XIX века Хамат-Гадер посетил известный русский художник В. Д. Поленов. Картина художника с изображением развалин находится в Третьяковской галерее в Москве.

## Современная история
Граница между подмандатной Великобритании Палестиной и подмандатной Франции Сирией была установлена в 1923 году, и Хамат-Гадер вошёл в зону британского мандата. После войны за независимость Израиля (1948) Хамат-Гадер формально относился к Израилю, но был оккупирован сирийскими войсками.
Во время шестидневной войны 1967 году был установлен израильский контроль над Хамат-Гадером. С открытием здесь курорта в 1977 году место превратилось в международный туристический центр и курорт с горячими источниками.
С периода арабского вторжения район Хамат-Гадера был в запустении вплоть до конца XIX века, когда через него прошёл участок Хиджазской железной дороги и через реку Ярмук был построен железнодорожный мост. В 1946 году этот мост был взорван бойцами Пальмаха в ходе борьбы с британским режимом (т. н. «Ночь мостов»). В этот период район Хамат-Гадера представлял собой узкий, протяжённостью в 5 км, участок подмандатной Великобритании Палестины, вклинившийся между территорией подмандатной Франции Сирии (с 1923 года включавший в себя и плато Голан) и Трансиорданией (плоскогорье Гилад).
В ходе Войны за Независимость сирийские войска оккупировали Хамат-Гадер, но по соглашению о прекращении огня в 1949 году были оттуда выведены. Хамат-Гадер отошёл под юрисдикцию Израиля и был объявлен демилитаризованной зоной. В 1951 году войска Иордании вторглись в Хамат-Гадер и вновь передали его Сирии. Сирийцы построили вблизи руин римских купален мечеть, дом отдыха для офицеров и высокопоставленных лиц.
В ходе Шестидневной войны Хамат-Гадер, названный арабами Эль-Хамма, был возвращён под израильский суверенитет и передан киббуцу Мево-Хамма (в 5 км к северо-западу от Хамат-Гадера). Однако этот район не мог развиваться из-за частых вооружённых столкновений с иорданскими войсками и отрядами ООП. После сентября 1970 года, с изгнанием ООП с территории Иордании, в районе Хамат-Гадера наступило спокойствие и начались работы по развитию этого района.

## Курорт

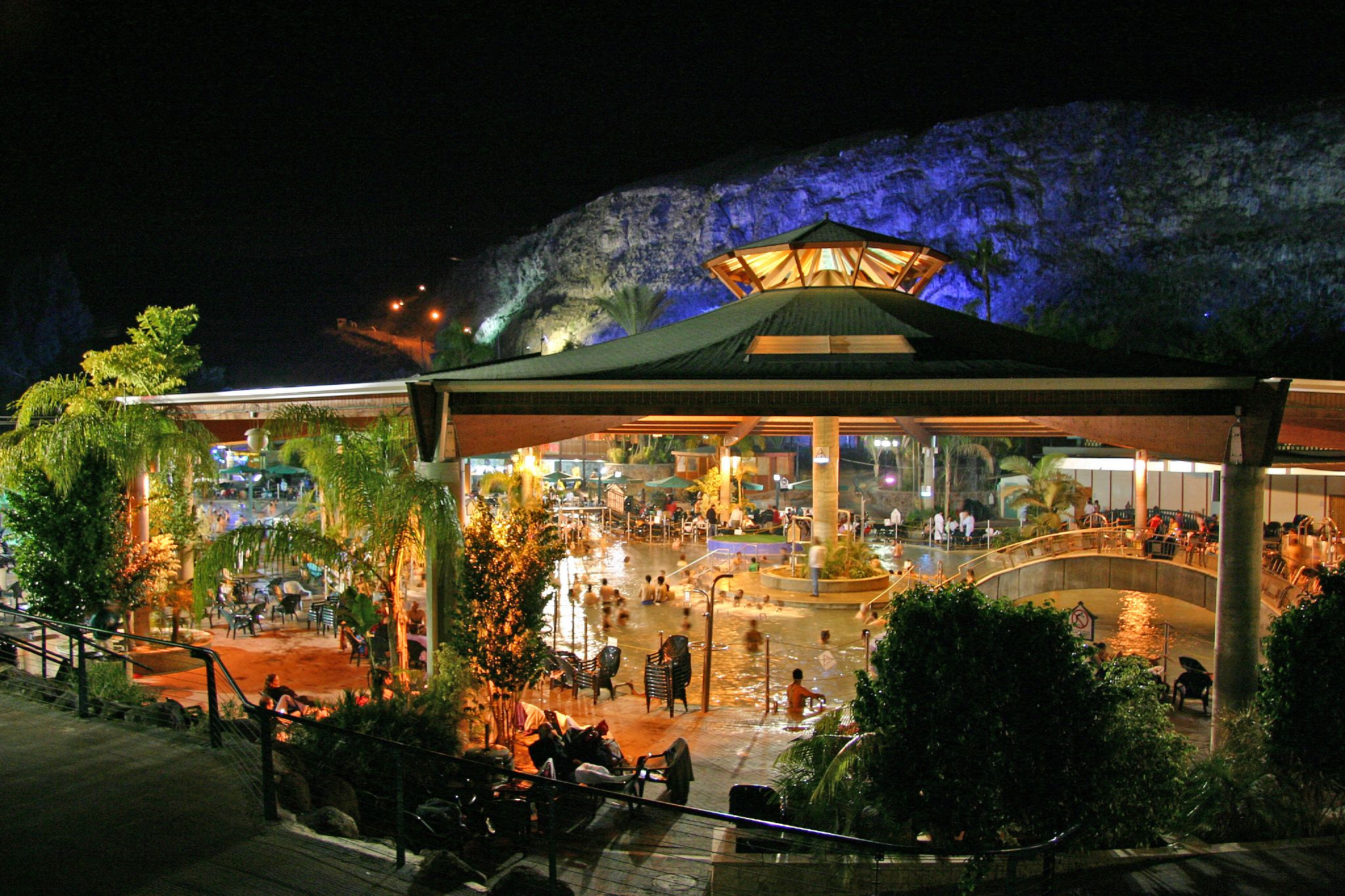
Вечер в Хамат-Гадере

В ходе археологических раскопок в Хамат-Гадере были обнаружены руины синагоги VI века с великолепным мозаичным полом (находится ныне в здании Верховного суда в Иерусалиме). Была произведена реставрация мечети и древних римских бань, оборудован новый комфортабельный комплекс купален.
Кроме того рядом с вновь оборудованным курортно-туристическим комплексом киббуц Мево-Хамма в содружестве с рядом других киббуцов на Голанах открыл ферму по разведению крокодилов. Продукция этой и второй фермы, существующих в долине реки Иордан, составляет существенную часть мирового экспорта крокодиловой кожи. Один из обитавших на ферме крокодилов был назван в честь Муаммара Каддафи.
С 1977 года часть крокодиловой фермы и небольшой зоопарк включены в туристический комплекс Хамат-Гадер.

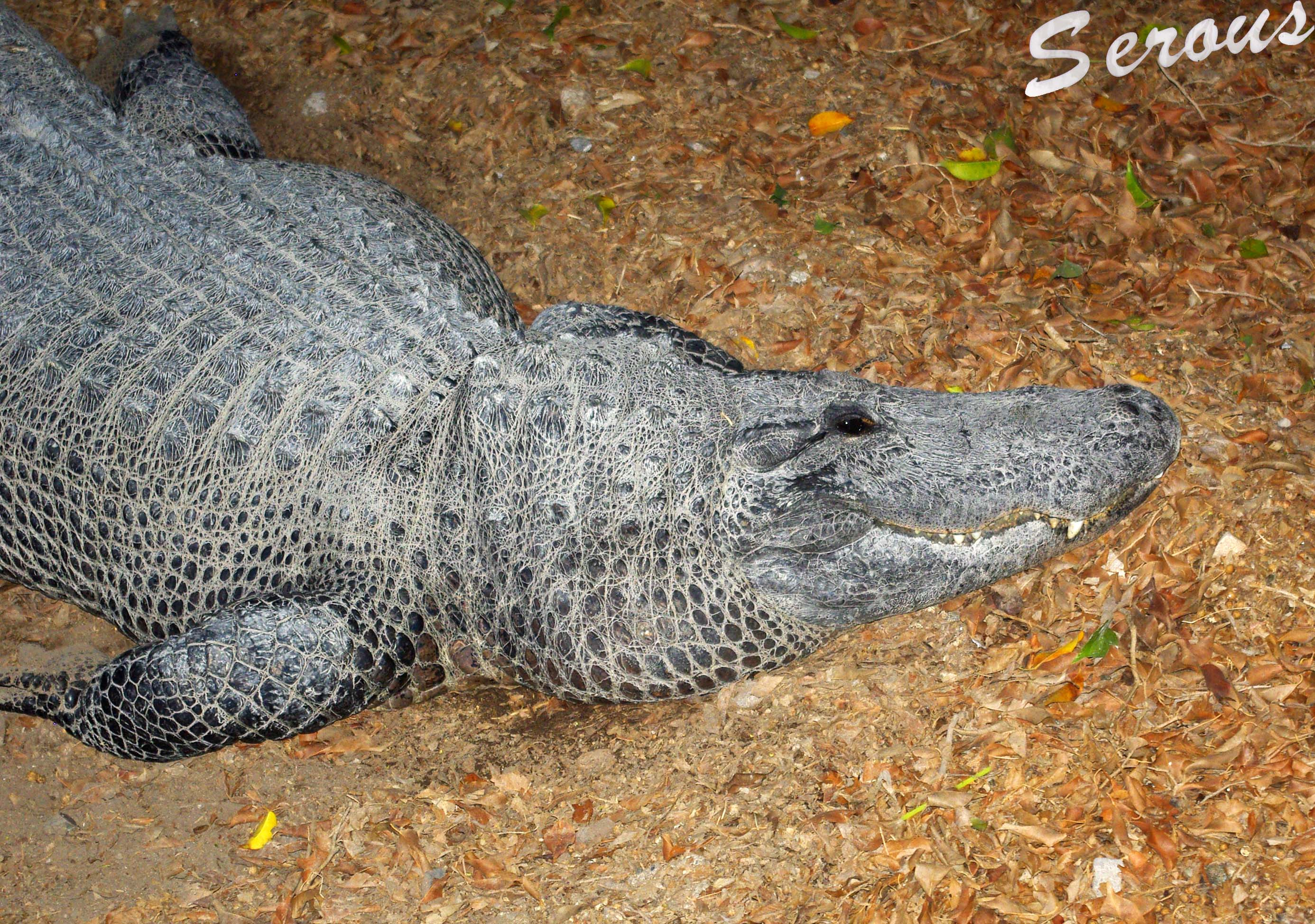
Гребенчатый крокодил на ферме в Хамат-Гадере

## Транспорт
Добраться до Хамат-Гадера можно на туристическом автобусе или автомобиле. До Хамат-Гадера ведёт трасса № 98, отходящая от трассы № 90.

## Достопримечательности
В настоящее время сохранились остатки следующих древних сооружений:
- Римского театра на 2000 мест, построенного во II веке н. э.
- Развалины синагоги, построенной в V веке н. э.